# Hyloxalus breviquartus
Espèce
Synonymes
- Colostethus breviquartus Rivero & Serna, 1986

Statut de conservation UICN

 LC  : Préoccupation mineure
Hyloxalus breviquartus est une espèce d'amphibiens de la famille des Dendrobatidae.

## Répartition
Cette espèce se rencontre :
- en Colombie dans le département d'Antioquia à Urrao dans le parc national naturel Las Orquídeas de 1 700 à 1 800 m d'altitude dans le nord de la cordillère Occidentale,
- en Équateur dans la province de Carchi de 600 à 900 m d'altitude dans la cordillère Occidentale.

## Description
La femelle holotype mesure 21,2 mm.

## Publication originale
- Rivero & Serna, 1986 : Dos nuevas especies de Colostethus (Amphibia, Dendrobatidae) de Colombia. Caldasia, vol. 15, no 71/75, p. 525-531 (texte intégral).